# Електронний документообіг
Електронний документообіг (обіг електронних документів) — сукупність процесів створення, оброблення, правлення, передавання, одержання, зберігання, використання та знищення електронних документів, які виконуються із застосуванням перевірки цілісності та у разі необхідності з підтвердженням факту одержання таких документів.
Порядок електронного документообігу визначається державними органами, органами місцевого самоврядування, підприємствами, установами та організаціями всіх форм власності згідно з законодавством. Це тлумачення визначено у статті 9 Закону України «Про електронні документи та електронний документообіг» від 22 травня 2003 року N 851-IV

## Особливості електронного документообігу
- Однократна реєстрація документа
- Паралельне виконання різних операцій з метою скорочення часу руху документів і підвищення оперативності їх виконання
- Безперервність руху документа
- Єдина база документарної інформації для централізованого зберігання документів і що виключає дублювання документів
- Ефективно організована система пошуку документа

## Відправлення та передавання електронних документів
Відправлення та передавання електронних документів здійснюються автором або посередником в електронній формі за допомогою засобів інформаційних, телекомунікаційних, інформаційно-телекомунікаційних систем або шляхом відправлення електронних носіїв, на яких записано цей документ.
Якщо автор і адресат у письмовій формі попередньо не домовилися про інше, датою і часом відправлення електронного документа вважаються дата і час, коли відправлення електронного документа не може бути скасовано особою, яка його відправила. У разі відправлення електронного документа шляхом пересилання його на електронному носії, на якому записано цей документ, датою і часом відправлення вважаються дата і час здавання його для пересилання.
Вимоги підтвердження факту одержання документа, встановлені законодавством у випадках відправлення документів рекомендованим листом або передавання їх під розписку, не поширюються на електронні документи. У таких випадках підтвердження факту одержання електронних документів здійснюється згідно з вимогами цього Закону.
Перевірка цілісності електронного документа проводиться шляхом перевірки електронного цифрового підпису.

## Зберігання електронних документів та архіви електронних документів
Суб'єкти електронного документообігу повинні зберігати електронні документи на електронних носіях інформації у формі, що дає змогу перевірити їх цілісність на цих носіях.
Строк зберігання електронних документів на електронних носіях інформації повинен бути не меншим від строку, встановленого законодавством для відповідних документів на папері.
У разі неможливості зберігання електронних документів на електронних носіях інформації протягом строку, встановленого законодавством для відповідних документів на папері, суб'єкти електронного документообігу повинні вживати заходів щодо дублювання документів на кількох електронних носіях інформації та здійснювати їх періодичне копіювання відповідно до порядку обліку та копіювання документів, встановленого законодавством. Якщо неможливо виконати зазначені вимоги, електронні документи повинні зберігатися у вигляді копії документа на папері (у разі відсутності оригіналу цього документа на папері). При копіюванні електронного документа з електронного носія інформації обов'язково здійснюється перевірка цілісності даних на цьому носії.
При зберіганні електронних документів обов'язкове додержання таких вимог:
1) інформація, що міститься в електронних документах, повинна бути доступною для її подальшого використання;
2) має бути забезпечена можливість відновлення електронного документа у тому форматі, в якому він був створений, відправлений або одержаний;
3) у разі наявності повинна зберігатися інформація, яка дає змогу встановити походження та призначення електронного документа, а також дату і час його відправлення чи одержання.
Суб'єкти електронного документообігу можуть забезпечувати додержання вимог щодо збереження електронних документів шляхом використання послуг посередника, у тому числі архівної установи, якщо така установа додержується вимог цієї статті. Створення архівів електронних документів, подання електронних документів до архівних установ України та їх зберігання в цих установах здійснюється у порядку, визначеному законодавством.

## Системи електронного документообігу в Україні
e-Docs— система електронного документообігу (СЕД) та платформа управління бізнес-процесами на основі штучного інтелекту. Розроблена для інтеграції з екосистемою Microsoft 365, система забезпечує повний цикл управління документами та оптимізацію бізнес-процесів.

## Основні функції
Платформа e-Docs спеціалізується на автоматизації чотирьох ключових напрямків:
- Управління закупівлями та тендерною документацією
- Договірна діяльність (продажі, закупівлі, угоди про нерозголошення, найм, оренда)
- Бухгалтерський документообіг (вхідні та вихідні рахунки)
- Кадрове діловодство (відрядження, відпустки, адаптація співробітників)

## Технології
Система використовує технології штучного інтелекту для оптимізації процесів прийняття рішень, прогнозної аналітики та автоматизації робочих процесів. Документи зберігаються в хмарі Microsoft, що забезпечує розширений контроль та безпеку даних. Платформа підтримує інтеграцію з різними ERP-системами та пропонує аналітичні інструменти для моніторингу бізнес-процесів.

## Особливості
Серед відмінних рис e-Docs — адаптивні робочі процеси, портал для взаємодії з контрагентами та інтуїтивний інтерфейс, що налаштовується відповідно до потреб конкретних користувачів. Система розроблена для швидкого впровадження та легкого використання, що дозволяє оптимізувати вартість інвестицій компанії в ІТ-інфраструктуру.